# Шуйский, Иван Васильевич
Не путать с князем Шуйским Иваном Васильевичем Хрен.
Не путать с князем Шуйским Иваном Васильевичем Горбатым.
Не путать с князем Шуйским Иваном Васильевичем Скопа.
Князь Ива́н Васи́льевич Шу́йский — российский военный и государственный деятель, воевода, наместник и боярин на службе у московских князей Ивана III Васильевича, Василия III Ивановича и правлении Елены Васильевны Глинской при малолетнем Иване Васильевиче Грозном.
Из княжеского рода Шуйские. Младший сын князя Василия Фёдоровича Шуйского по прозванию «Китай». Имел братьев, князей; Василия Васильевича Шуйского по прозванию «Немой» и Дмитрия Васильевича, упомянут в феврале 1500 года на свадьбе дочери великого князя — княжне Феодосии Ивановны и Василия Даниловича Холмского, к тому моменту став боярином.
В малолетстве великого князя Ивана Грозного, князь Иван Васильевич Шуйский вместе с братом Василием Немым фактически управлял страной.

## Биография

### Служба Ивану III
Показан в детях боярских. В феврале 1500 года на свадьбе дочери великого князя Ивана III Васильевича — княжны Феодосии Ивановны и князя Василия Даниловича Холмского упомянут семнадцатым в свадебном поезде.
В 1502 и 1503 годах в числе воевод Большого полка в походах из Новгорода против Лифляндии. В 1502 году, вместе с братом Василием Немым, в составе 18 тысячной армии сражался под Псковом (на озере Смолине) с ливонскими немцами.

### Служба Василию III
В 1507—1508 годах второй воевода полка правой руки в походе из Вязьмы на Дорогобуж в Литовских походах.
В 1509 году послан по польским вестям из Москвы в Вязьму, откуда отправлен в поход против литовцев на помощь Дорогобужу, по взятии Стародуба оставлен там вторым воеводой войск правой руки.
В 1512—1514 годах наместник рязанский. В 1512 году во время татарского нашествия действовал против их отрядов.
В 1514—1519 годах наместник псковский. В 1516 году ведёт переписку с магистром Ливонского ордена Вальтером фон Плеттенбергом. В июле 1518 года во главе псковского войска идёт к Полоцку, осаждает город вместе с братом Василием Немым и его войском, но отбит «с уроном».
В 1519 году первый воевода передового полка в армии брата, Василия Немого в походе из Великих Лук на Полоцк.
В 1520 году воевода в Кашире.
В 1520—1523 годах наместник смоленский. В этом же году первый воевода Большого полка в войске царя в Казанском походе.
В 1526 году был во главе боярской комиссии по переговорам с Великим княжеством литовским, папским послом и императорским послом С. Герберштейном.
В 1527 году четвёртый воевода в Коломне.
В декабре 1528 года едет с Василием III и его окружением на богомолье в Кирилло-Белозерский монастырь.
В 1531 году, вместе с братом во главе войска в походе к Нижнему Новгороду, где оставлен вторым воеводой Большого полка. В этом же году пожалован в бояре.
В 1532 году второй воевода Большого полка в Нижнем Новгороде, откуда отправлен в Казанский поход для возведения на казанский престол царя Еналея.
В январе 1533 года боярин на свадьбе родного брата великого князя Василия III — князя Андрея Ивановича Старицкого и княжны Ефросиньи Андреевне Хованской, послан от Государя на двор звать князя Андрея Старицкого на место. В сентябре этого же года во время Василия III отсутствия в Троице-Сергиев монастырь, Волоколамск и другие места, оставлен первым для охраны Москвы (по другим данным осенью сопровождал его в Волоколамск). По возвращении Государя из похода в ноябре этого же года, ездил к нему в село Воробьёво, а в последних числах ноября, перед кончиной Государя, упомянут вторым в Боярской думе. Присутствовал при зачитывании духовного завещания 03 декабря, где включен в Опекунский совет, заботящейся о малолетнем Иване IV Васильевиче и его матери Елене Васильевне Глинской, с указанием о государственном правлении в Боярской думе, куда и вступил вторым бояриным для исполнения обязанностей в декабре этого же года. Находился при Государе в последние минуты его жизни. На церемонии погребения великого князя в Архангельском соборе Московского кремля сопровождает великую княгиню Елену Глинскую.

### Служба Ивану Грозному
В 1534—1535 годах наместник двинский. В 1535 году участвует в Смоленском походе во главе Большого полка. В этом же году основал Себежскую крепость и в январе упомянут угличским дворецким.
В январе 1537 года послан вместе с думным дьяком Григорием Меньшим Путятиным от правительницы Елены Глинской в Старицу звать в Москву родного дядю государя князя Андрея Ивановича Старицкого, с заверениями, что в Москве против князя Андрея никто не мыслит дурного.
В 1538 году вместе с Государем и его братом Юрием Васильевичем был на богомолье в Троице-Сергиевом монастыре. Известно о вражде в 1538 году князя Ивана Васильевича и его брата Василия Немого с князем Иваном Фёдоровичем Бельским, когда 21 октября этого года по их приказанию был убит дьяк Фёдор Михайлович Мишурин. В ноябре этого года стал наместником московским после смерти брата Василия Немого и в октябре-ноябре становится во главе Боярской думы.
При участии князя Ивана Васильевича 02 февраля 1539 года сведён «неволею» с митрополии митрополит Даниил. В мае и октябре участвовал в приёмах крымского посла Сулеша в Москве.
В сентябре 1540 года ездил вторым с Государем в Троице-Сергиев монастырь, а после отправлен первым воеводой Сторожевого полка и велено ему было собираться с ратными людьми в Новгороде.
В мае 1541 года послан на судах к Казани первым воеводой Большого полка и велено ему придя во Владимир ожидать дальнейших указаний. Получив указание, в июле повёл судовую рать из Владимира в Нижний Новгород, а затем двигается по Оке в вину нашествия Сафа-Гирея, в декабре командовал ратью во Владимире. Данный поход был вызван необходимостью поддержать казанцев обещавших свергнуть враждебного Москве казанского хана Сафа-Гирея.
В 1542 и 1543 годах первый воевода Большого полка во Владимире. При его участии 03 января 1542 года «без ведома великого князя, советом боярским» арестован Иван Фёдорович Бельский. Тогда же удалён с кафедры и сослан митрополит Иосаф. Вновь становится главой Боярской думы. В марте 1542 года участвовал в переговорах с литовскими послами.
В начале 1545 года воевода Большого полка в Коломне, а в марте первый воевода первого Передового полка в Казанском походе.
Умер в 1546 году и похоронен в Богоявленском соборе.
Иван IV впоследствии с обидой вспоминал: «Нам бо в юности детства играюще, а князь Иван Васильевич сидит на лавке, локтем опершися, отца нашего на постелю ногу положив, к нам же не преклоняяся».

## Семья
От брака с некой Авдотьей (Евдокия, в иночестве Марфа), упомянута свахой на свадьбе великого князя Василия III и Елены Глинской, была вкладчицей Успенского Горицкого монастыря, оставили детей:
- Князь Шуйский Андрей Иванович (ум. 1587) — рында, стольник, воевода и боярин.
- Князь Шуйский Пётр Иванович (ум. 1564) — голова и воевода.

## Критика
Имеются расхождения по дате смерти князя Ивана Васильевича Шуйского:
Одной из первых дат указано 14 мая 1542 года.
П. Н. Петров в «Истории родов русского дворянства» указывает, что князь Иван Васильевич Шуйский умер в 1546 году.
М. Г. Спиридов показывает также дату смерти 1546 год и приводит его службы после 1542 года.
П. В. Долгоруков в «Российской родословной книге» указывает дату — 1546 год.
В. Н. Берх в своём труде указывает дату выбытия князя Ивана Васильевича — 1546 год.
Имеются, также различные даты пожалования боярством. Впервые упомянут бояриным в свите великого князя Василия III, посетивший Кирилло-Белозерский монастырь 17 декабря 1528 года.